# Адамян, Сурен Арутюнович
Сурен Арутюнович Адамян (арм. Սուրեն Հարությունի Ադամյան, азерб. Suren Arutyunoviç Adamyan; 6 июня 1913, Шушинский уезд — 27 февраля 1983, Мартунинский район (НКАО), Азербайджанская ССР) — советский азербайджанский организатор сельского хозяйства, Герой Социалистического Труда (1948).

## Биография
Родился 6 июня 1913 года в селе Гюнейчартар Шушинского уезда Елизаветпольской губернии (ныне село Гюнейчартар Ходжавендского района Азербайджана).
Окончил Ереванский ветеринарный зоотехнический институт.
С 1931 года — колхозник, зоотехник колхоза. В 1937—1944 годах — учитель, директор средней школы. С 1945 года — председатель ордена Трудового Красного Знамени колхоза «Коммунизм» Мартунинского района Нагорно-Карабахской АО Азербайджанской ССР.
Сурен Адамян проявил себя на работе опытным и умелым, требовательным к себе и окружающим руководителем. Адамян всегда пользовался доверием трудящихся и колхозники всегда слушались его советов и наставлений, регулярно утверждали его председателем на колхозных собраниях. Председатель колхоза отличался своими способностями определения настроения людей, умения повлиять на людей и агитировать их за работу. Под руководством Адамяна колхоз стал регулярно получать высокие урожаи и достигать новых высот. В 1947 году руководимый им колхоз получил урожай пшеницы 33,08 центнера с гектара на площади 45 гектаров. Коллектив колхоза на протяжении семилетки, восьмой, девятой и десятой пятилеток получал высокие результаты, за достижения удостаивался различных наград, а 25 мая 1967 года удостоен ордена Трудового Красного Знамени. Так, уже в 1973 году чистая прибыль колхоза составила полтора миллиона рублей, животноводы хозяйства получали по 3 тысячи литров молока в год от 25 коров, виноградари получали урожаи до 350 центнеров с гектара, среди бригадиров и заведующих фермами были высококачественные специалисты. За время руководства Адамяна в селе Чартар построены дворец культуры, дом отдыха колхозника с бассейном, школы, больница, в село регулярно гастролировали актеры московских и ленинградских театров.
Указом Президиума Верховного Совета СССР от 10 марта 1948 года за получение в 1947 году высоких урожаев пшеницы Адамяну Сурену Арутюновичу присвоено звание Героя Социалистического Труда с вручением ордена Ленина и золотой медали «Серп и Молот».
Активно участвовал в общественной жизни Азербайджана. Член КПСС с 1938 года. Депутат Верховного Совета СССР 5-го и 6-го созывов, депутат Верховного Совета Азербайджанской ССР 7-го, 8-го, 9-го и 10-го созывов. Избирался заместителем председателя Верховного Совета Азербайджанской ССР. Делегат XXII, XXIII, XXIV и XXV съездов КПСС, XXVII, XXVIII и XXIX съездов КП Азербайджана. Член ЦК КП Азербайджана (1966—1983).
Убит в своем доме 27 февраля 1983 года в результате вооруженного нападения бандитской группировки. По факту бандитского нападения на семью Адамяна Верховным судом АССР были осуждены 11 человек — все армяне. Двое из них: Багдасарян и Асрян были приговорены к расстрелу и через два месяца приговор был приведен в исполнение.